# Quarta Catalana
De  Quarta Catalana, tot het seizoen 2010-2011 Tercera Territorial of in de volksmond Tercera Regional genoemd, is een toernooi dat elk jaar wordt georganiseerd door de Catalaanse voetbalfederatie. Het is de achtste categorie op nationaal niveau en de vierde categorie op regionaal niveau. Het is de laatste divisie in de competitiepiramide. Het bestaat uit ongeveer 30 groepen waarin 10 tot 16 elftallen kunnen strijden. Territoriaal zijn de groepen als volgt verdeeld:
- Groep 1 tot 18 - Districten van Barcelona
- Groepen 19 en 20 - Terres de l'Ebre
- Groepen 21 en 22 - Provincies Lleida
- Groepen 23, 24 en 25 - Rest van de provincie Tarragona
- Groepen 26, 27, 28, 29, 30 en 31 - Provincie Girona